# Astragalus cracca
Astragalus cracca är en ärtväxtart som beskrevs av Dc. Astragalus cracca ingår i släktet vedlar, och familjen ärtväxter. Inga underarter finns listade i Catalogue of Life.